# Demir Kapija
Demir Kapija (en macédonien : Демир Капија ) est une commune et une ville du sud de la Macédoine du Nord. La commune comptait 3 777 habitants en 2021 et s'étend sur 311,06 km2. La ville en elle-même comptait 2 643 habitants, le reste de la population étant réparti dans les villages alentour. Demir Kapija se trouve sur le fleuve Vardar et sur l'autoroute qui relie Skopje à Thessalonique.
Kapija signifie « porte » en macédonien, et demir désigne le fer en turc ; le nom de la commune peut donc être traduit par « porte de fer ». Ce terme rappelle que la ville se trouve à l'entrée d'une gorge qui enserre le Vardar sur une vingtaine de kilomètres. Demir Kapija est également connue pour ses vins.
Son territoire est limitrophe de ceux des communes de Negotino, Konče, Valandovo, Gevgelija et Kavadarci.

## Géographie

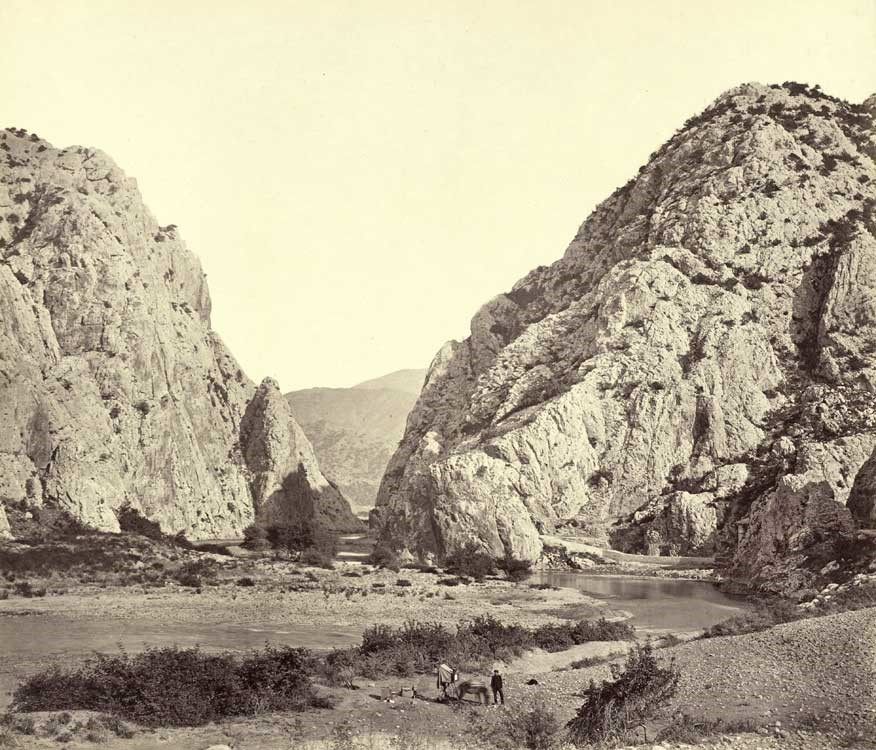
Les gorges de Demir en 1863.

La commune de Demir Kapija se trouve à cheval sur les deux rives du Vardar et comprend plusieurs zones géographiques. Au nord, la vallée du Vardar est large, mais, au sud de la ville, elle se rétrécit brusquement et elle est obstruée par d'imposantes gorges. De chaque côté du fleuve, le paysage est constitué d'espaces planes, comme le Tikveš au nord-ouest, de collines et de moyennes montagnes. Les gorges du Vardar sont protégées pour leur valeur naturelle depuis 1960. Elles sont le refuge d'espèces rares, comme le vautour à tête blanche, le vautour égyptien, l'aigle royal, le faucon ou encore la chauve-souris. Les gorges comptent également une flore endémique.
La ville de Demir Kapija est construite en amont des gorges du Vardar et à proximité ou celui-ci reçoit les eaux de la Bošava, une rivière longue d'une cinquantaine de kilomètres.
En plus de la ville de Demir Kapija, la commune comprend les villages de Barovo, Besvitsa, Bistrentsi, Dratchevitsa, Dren, Iberli, Klisoura, Kocharka, Koprichnitsa, Korechnitsa, Prjdevo, Strmachevo, Tchelevets et Tchiflik.

## Histoire
Des fouilles attestent que le site fut occupé dès l'âge néolithique, mais Demir Kapija ne devient une ville qu'à l'époque classique, où elle est connue sous le nom de Stenas, qui signifie « gorge ».
Au VIIe siècle, la ville est occupée par les premiers Slaves, qui la baptisent Prosek, la protègent avec des remparts et y construisent au Moyen Âge une forteresse pour surveiller les gorges. Au XIVe siècle, la ville est envahie par les Turcs, à qui elle doit son nom actuel.
En décembre 1915, l'Armée d'Orient, après les opérations sur le Vardar (novembre), livre un combat retardateur contre les forces bulgares au cours de sa retraite sur Salonique.
Le roi Alexandre Ier de Yougoslavie possédait des vignes dans une résidence d'été à Demir Kapija. Ces vignes, les plus vieilles des Balkans, produisent toujours un vin apprécié, connu sous le nom d'Agropin.

## Administration
La commune est administrée par un conseil municipal élu au suffrage universel tous les quatre ans. Il adopte les plans d'urbanisme, accorde les permis de construire, planifie le développement économique local, protège l'environnement, prend des initiatives culturelles et supervise l'enseignement primaire. Il compte 9 conseillers municipaux.
Le pouvoir exécutif est détenu par le maire, lui aussi élu au suffrage universel. Depuis 2017, le maire de Demir Kapija est Lazar Petrov, membre de l'Union sociale-démocrate de Macédoine (SDSM).

## Démographie
Lors du recensement de 2002, la commune comptait :
- Macédoniens : 4 209 (87,94 %)
- Turcs : 225 (7,57 %)
- Serbes : 54 (2,91 %)
- Albanais : 15 (0,51 %)
- Roms : 11 (0,35 %)
- Bosniaques : 1 (0,02 %)
- Autres : 30 (0,70 %)

## Lieux et monuments

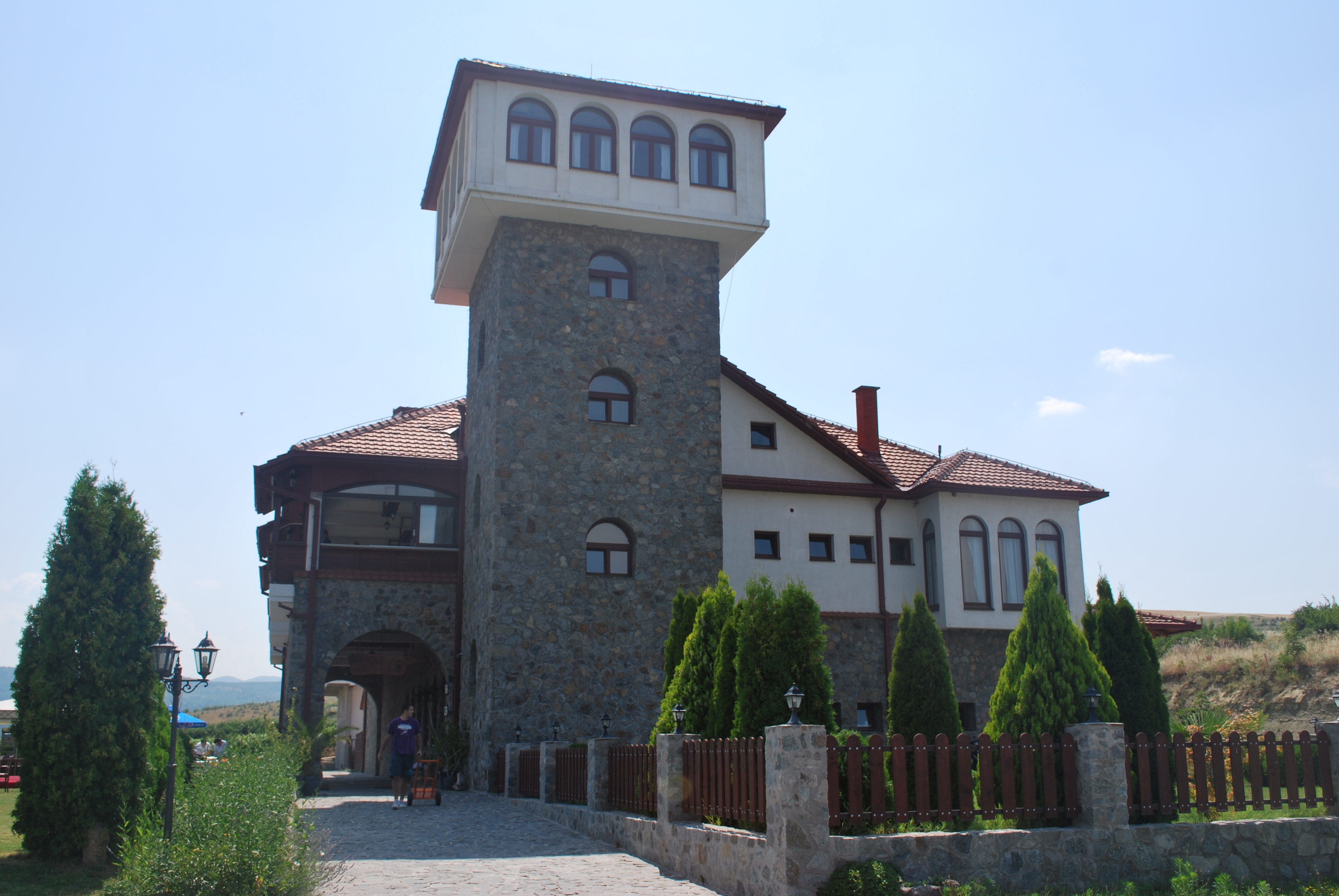
Popova Kula, un hôtel-restaurant construit dans les vignobles.

De nombreux vestiges subsistent des occupations romaines, byzantines, bulgares et ottomanes, mais le principal intérêt de la ville réside sûrement dans la nature environnante.
D'une rare beauté, les gorges de Demir sont le site de nombreuses activités comme la descente en kayak, l'escalade, la randonnée, la spéléologie, etc. Le site naturel est également un paradis pour les amateurs d'observation des animaux, les oiseaux étant les plus représentés en nombre d'espèces.